# 盛萬年
盛萬年（1555年—？），字民祈，號若華，浙江嘉興府秀水縣人，匠籍，明朝政治人物。官至江西按察使。

## 生平
萬曆七年（1579年）己卯科浙江鄉試第三十名舉人，十一年（1583年）中式癸未科會試第一百八十七名，二甲第六名進士。兵部觀政，授刑部主事，十四年丁憂，十七年補工部，十九年升工部虞衡司员外郎，四月与大理寺右寺丞黎芳主考贵州，不久因母亲生病辞职。二十年差荆州抽分，二十一年升郎中，二十二年十月出任福建按察司副使，二十六年五月升广东右参政、分守岭西，三十年升广东按察使兼右参议、分守岭西道，三十一年五月调簡。三十三年十二月勘明，降一级调用，三十五年降补贵州右参政，三十八年二月升贵州按察使。四十年丁母憂，四十一年拾遺。四十五年七月降补广西参政，天啓元年二月升江西按察使，备兵赣州，二年正月京察，以不謹閑住。

## 家族
曾祖盛嵩，贈南京刑部主事；祖父盛周，知府；父盛惟謙。母陶氏。具慶下。